# Chiesa del Carmine (Corigliano Calabro)
La chiesa carmelitana dell'Annunziata, detta chiesa del Carmine, e l'adiacente convento del Carmine sorgono a Corigliano-Rossano nell'area di Corigliano. Il complesso si trova sul lato destro del torrente Coriglianeto presso il ponte Margherita. La struttura attuale fu eretta nell'ultimo quarto del XV secolo, nei pressi di un preesistente complesso monastico, che fu tra i primi conventi carmelitani della Calabria.

## Storia
La posa della prima pietra dell'attuale complesso del Carmine risale al 1493 ad opera dell'arcivescovo fondatore Giovan Battista de Lagni, come ci informa la lapide posta sull'architrave del portale centrale. Da tale lapide sappiamo anche l'intitolazione della chiesa alla Santissima Annunziata come molti conventi carmelitani dell'epoca. La datazione al 1550 degli affreschi delle lunette dei tre portali ci suggerisce che i lavori di costruzione si siano protratti per lungo tempo; sono inoltre documentati un ampliamento nel 1579 e ulteriori interventi nel 1744, nel 1870, fino a lavori di restauro più recenti a partire dagli anni settanta e ancora non completati negli anni duemiladieci.